# إمي هيراي
إمي هيراي (باليابانية: 平井絵己؛ بالكانا: ひらい えみ) هي متزلجة فنية يابانية، ولدت في 14 أكتوبر 1986 في كوراشيكي في اليابان.

## وصلات خارجية
- إمي هيراي على موقع الاتحاد الدولي للتزلج (الإنجليزية)
- إمي هيراي على موقع الاتحاد الدولي للتزلج (الإنجليزية)
- إمي هيراي على موقع الاتحاد الدولي للتزلج (الإنجليزية)